# Дума про Ковпака
«Дума про Ковпака» — український радянський художній фільм, знятий у 1973–1976 роках режисером Тимофієм Левчуком на кіностудії імені Олександра Довженка.

## Опис
Трилогія «Дума про Ковпака» («Набат», «Буран», «Карпати, Карпати…»).
Перший фільм трилогії — про зародження на початку німецько-радянської війни партизанського загону чисельністю у дванадцять чоловік та його розвиток до потужного бойового з'єднання Першої Української партизанської дивізії під командуванням Сидора Ковпака та комісара Руднєва.
Другий фільм трилогії — про рейд у ворожий тил в 1941–1942 роках, бої на Сумщині при форсуванні Дніпра та Прип'яті, знамениту операцію під Сарнами, що увійшла до історії Другої світової війни під назвою «Сарненський хрест».
Заключний фільм — «Карпати, Карпати» — про Карпатський рейд з'єднання Ковпака влітку 1943 року. Його епізоди знімали, зокрема, весною 1976 року в Бучачі (біля монастиря оо. Василіян, на замках в с. Підзамочок і в Бучачі).

## У ролях
- Костянтин Степанков — Сидір Артемович Ковпак
- Валентин Бєлохвостик — Семен Васильович Руднєв, комісар
- Михайло Голубович — Федір Карпенко, старший сержант
- Микола Гринько — товариш Дем'ян
- Юрій Саранцев — Петро Петрович Вершигора
- Микола Шутько — Петровський
- Зураб Капіанідзе — Зураб Толадзе
- Володимир Антонов — Велас
- Михайло Кокшенов — Павло Устюжанин
- Лідія Стілик — Наталка
- Микола Мерзлікин — Василь Ніколаєв
- Петро Ластівка — Радик Руднєв
- Сільвія Сергейчикова — Галина Очерет
- Віктор Півненко — Миколка Мудрий
- Віктор Плотников — Ведмідь
- Олександр Ануров — Василь Петрович Гурін
- Іван Гаврилюк — Ленкін
- Яків Трипільський — Йосип Сталін
- Євген Жариков — Платон Воронько (в титрах — Платон Горонько)
- Юрій Демич — Сєва Мошкін
- Наталія Гвоздікова — Тоня Сагайдачна
- Геннадій Фролов — Сабуров
- Аркадій Трощановський — Боровий, начальник штабу
- Геннадій Нілов — Базима
- Анатолій Хостікоєв — Янош Шот
- Олександр Мовчан — Безпалов, партизан
- Олександр Гай — Санін
- Юрій Сатаров — Дрозд
- Йосип Найдук — Топчий
- Лесь Сердюк — Гулявий
- Валерія Заклунна — Домникія Руднєва
- Андрій Подубинський — Борис Вакар
- Сергій Іванов — партизан
- Віктор Маляревич — партизан
- Альгімантас Масюліс — Фрідріх Крюгер
- Леонід Слісаренко — Степан Кримов
- Вілорій Пащенко — боєць загону Руднєва
- Наталія Міколишина — Зося
- Олександр Гринько — Шерберг
- Ніна Реус — Іра
- Віктор Чекмарьов — Петров
- Михайло Ігнатов — друг Івана Синиці «Набат» у 1-му фільмі — (немає в титрах)

## Знімальна група
- Олена Гример — художник-гример.
- Віктор Смирнов — сценарист.